# 不動倉
不動倉（ふどうそう）とは、律令制において稲穀を収納した正倉が満載となった後に、国司・郡司による検封作業を経て封印された倉庫のこと。その中身の満載となった稲穀のことは、不動穀（ふどうこく）と呼ぶ。
和銅元年閏8月10日の太政官符で、稲穀の貯蔵と不動倉設置が奨励されて以来、毎年備蓄が行われて、約30年近く後天平年間田租収入の30年分余りの（田地からの年間収穫量とほぼ同一）の貯蔵が存在していたことが現存する各令制国の正税帳から推測できる。通常国衙・郡衙に納められた租は動用倉（どうようそう・動倉とも）に収容されて、動用穀（どうようこく）として通常あるいは非常時の出納が行われていたが、満載状態となって一定の時期を経ると、各令制国がそれぞれの判断で動用倉を封印して不動倉とした。不動倉の鑰は都の太政官に進上されて、太政官で厳重に保管された。開封が必要な場合には不動倉開検申請解と呼ばれる解を太政官に提出して許可を求め、不動開用符または不動充符と呼ばれる太政官符の交付とともに鑰の返送を得て初めて開封が行われた。
ところが、倉庫令では倉庫内の穀は一定期間ごとに中身を入れ替えて腐敗を防止する規定があるにもかかわらず、不動倉の中身をむやみに動かすことが禁じられていたために、封印後はそのまま放置されて中に入っていた不動穀が腐敗してしまう事態が相次いだため、天平12年8月14日（740年）には、一定年限ごとに中身を入れ替えるために太政官符と鑰の交付を受けることが命じられた。更に国司の引継ぎの際にも不動倉の引継ぎを巡るトラブルが続いたことから、天平宝字7年3月24日の乾政官符によって、国司交替の際には必ず開封の手続を行って中身を確認するとともに中身の入れ替えを行わせた。
だが、律令制の崩壊とともに不動穀の転用・流出が相次ぎ、9世紀終わり頃には有名無実化することになる。それでも不動穀引継のための儀式は実態がないまま、国司の制度が存在していた南北朝時代頃まで継続していたと考えられている。